# Condado de Kellerberrin
El Condado de Kellerberrin es un Área Local Gubernamental en la región Wheatbelt de Australia Occidental, 60 km al oeste de Merredin y 200 km al este de Perth, la capital del estado. El Condado abarca un área de 1.917 km² y su sede de gobierno es el pueblo de Kellerberrin.

## Historia
En 1908, la Kellerberrin Road Board fue anunciada, e incluía gran parte de lo que hoy es Tammin, Wyalkatchem y Trayning. El 1 de julio de 1961 se convirtió en el Condado de Kellerberrin siguiendo los cambios de la Ley de Gobierno Local.

## Barrios
El condado tiene 7 concejales y ningún barrio. Antes de las elecciones de mayo de 2003, había 8 concejales representando tres barrios - Barrio East (2), Barrio Kellerberrin (4) y Barrio West (2).

## Pueblos/Localidades
- Kellerberrin.
- Baandee.
- Doodlakine.
- Mount Caroline.

- Datos: Q1738237
- Multimedia: Shire of Kellerberrin / Q1738237